# لری مرلو
لری مرلو، (به انگلیسی: Larry Merlo) (زاده ۱۹۵۶) کارآفرین، بازرگان و مدیر ارشد اجرایی آمریکایی است، که در حال حاضر به‌عنوان مدیر عامل اجرایی شرکت سی‌وی‌اس کرمارک فعالیت می‌کند.